# Non, musée, ne fais pas ça
Non, musée, ne fais pas ça (Now Museum, Now You Don't) est un épisode de la série télévisée d'animation Les Simpson. Il s'agit du troisième épisode de la trente-deuxième saison et du 687e de la série.

## Synopsis
Alors qu'elle est malade et contrainte à rester au lit, Lisa consulte un livre sur l'histoire de l'art moderne illustrée. Elle va alors s'imaginer comme une jeune inventrice italienne du XVe siècle, tandis que Bart va s'imaginer comme un jeune impressionniste français du XIXe siècle, Maggie comme un chérubin et Homer et Marge en tant Diego Rivera et Frida Kahlo...

## Réception
Lors de sa première diffusion, l'épisode a attiré 1,36 million de téléspectateurs.